# John Diebold

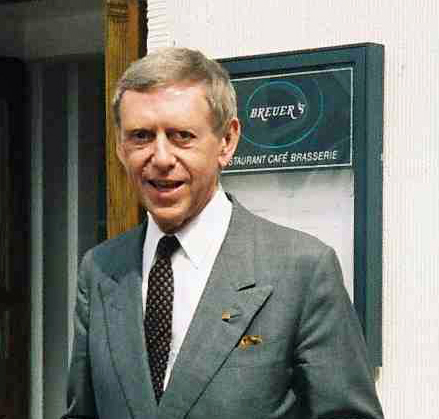
John Diebold, Medien und IT-Pionier

John Diebold (* 8. Juni 1926 in Weehawken, New Jersey, USA; † 26. Dezember 2005 in New York, NY) war ein US-amerikanischer Computervisionär und Unternehmer.

## Leben
Nach dem Abschluss an der Weehawken High School, schrieb er sich am Swarthmore College, und war während des Zweiten Weltkrieges an United States Merchant Marine Academy und diente von 1944 bis 1945 in der United States Merchant Marine,  nach dem Krieg kehrte er ans Swarthmore College und machte einen Bachelor of Science in Engineering. 1951 schloss er die Harvard Business School mit einem MBA ab.
Diebold entwickelte bereits im Jahr 1952 Geschäftsmethoden auf Basis von Computern. In seinem Buch Automation beschrieb er schon damals die Vernetzung von Computern und Firmen als Vision. Er prägte damit den Begriff Automation in seiner heutigen Bedeutung.
Unternehmerisch hatte Diebold seinen ersten großen Erfolg mit der elektronischen Umstellung der Kontoführung der Bowery Savings Bank in New York im Jahr 1961.
Bereits im Jahr 1963 demonstrierte er Zeitungsverlegern die Texteingabe und -verarbeitung per Computer-Konsole und 1968 bei der Chase Manhattan Bank das elektronische Banksystem. Beides wurde allerdings erst einige Jahre danach implementiert.
Im Jahr 1991 verkaufte Diebold sein 1954 als John Diebold & Associates gegründetes Unternehmen, die Diebold Group, an die Daimler-Benz-Tochter Debis AG (siehe auch Detecon) und konzentrierte sich auf sein 1968 gegründetes Diebold Institute.
Im deutschen Fernsehen/NDR wurde John Diebold 1981 von Max H. Rehbein als Mann in Eile (New-York-Trilogie, Teil 3) porträtiert.
John Diebold, in der Branche auch 'Mr. Automation' genannt, war Berater mehrerer amerikanischer Präsidenten. Als Buchautor hat er mehrere Bestseller geschrieben.

## Privatleben
Johan Diebold war der Sohn eines Anwaltes und hatte einen Bruder. Er war zweimal verheiratet und hatte aus erster Ehe eine Tochter und aus zweiter Ehe eine Tochter und einen Sohn.